# Överbo (naturreservat)
Överbo är ett naturreservat i Lycksele kommun i Västerbottens län.
Området är naturskyddat sedan 1947 och är 9 hektar stort. Reservatet består av urskogsartad barrskog. På den torrare marken växer det mest tallar medan det vid bäcken och i andra blötare partier växer granar. Marken består av silt - ett sediment som lätt utsätts för erosion - i vilket den lilla bäcken som rinner genom reservatet lyckats skapa en ravin med en fuktigare miljö. Där växer sumpskog med en varierad flora, till exempel mossviol och lappranunkel.
Upprepade ras vid ravinens sidor får träd att ramla omkull och rikedomen på död ved, där flera insekter lever, gynnar insektsätande fåglar. Några ovanliga rötsvampar som gränsticka och rosenticka har också hittats. En drygt en km lång markerad stig med informationstavlor går genom reservatets olika miljöer.

## Miljöbilder

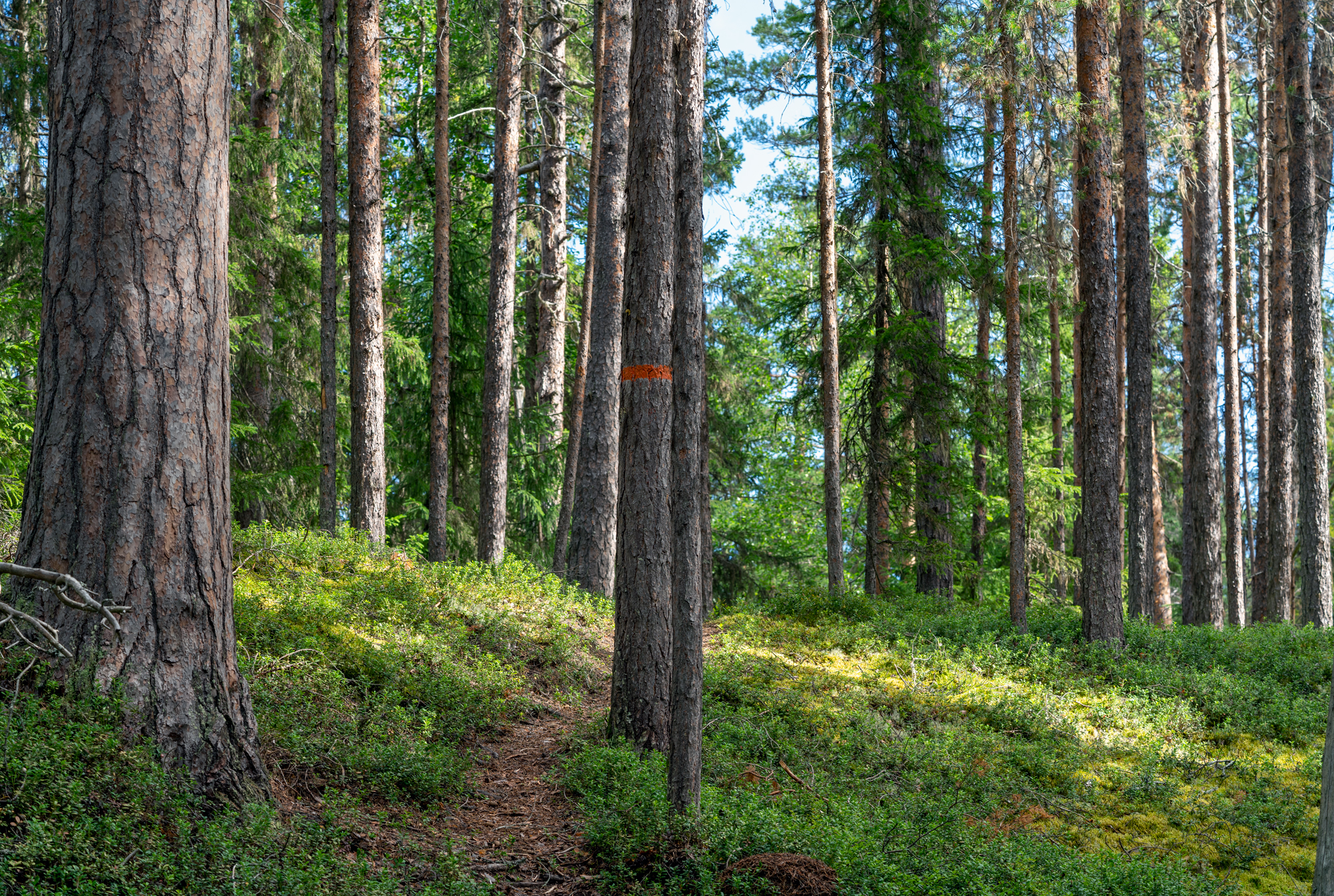
Tallskog med blåbärsris och lingonris är den vanligaste naturtypen.
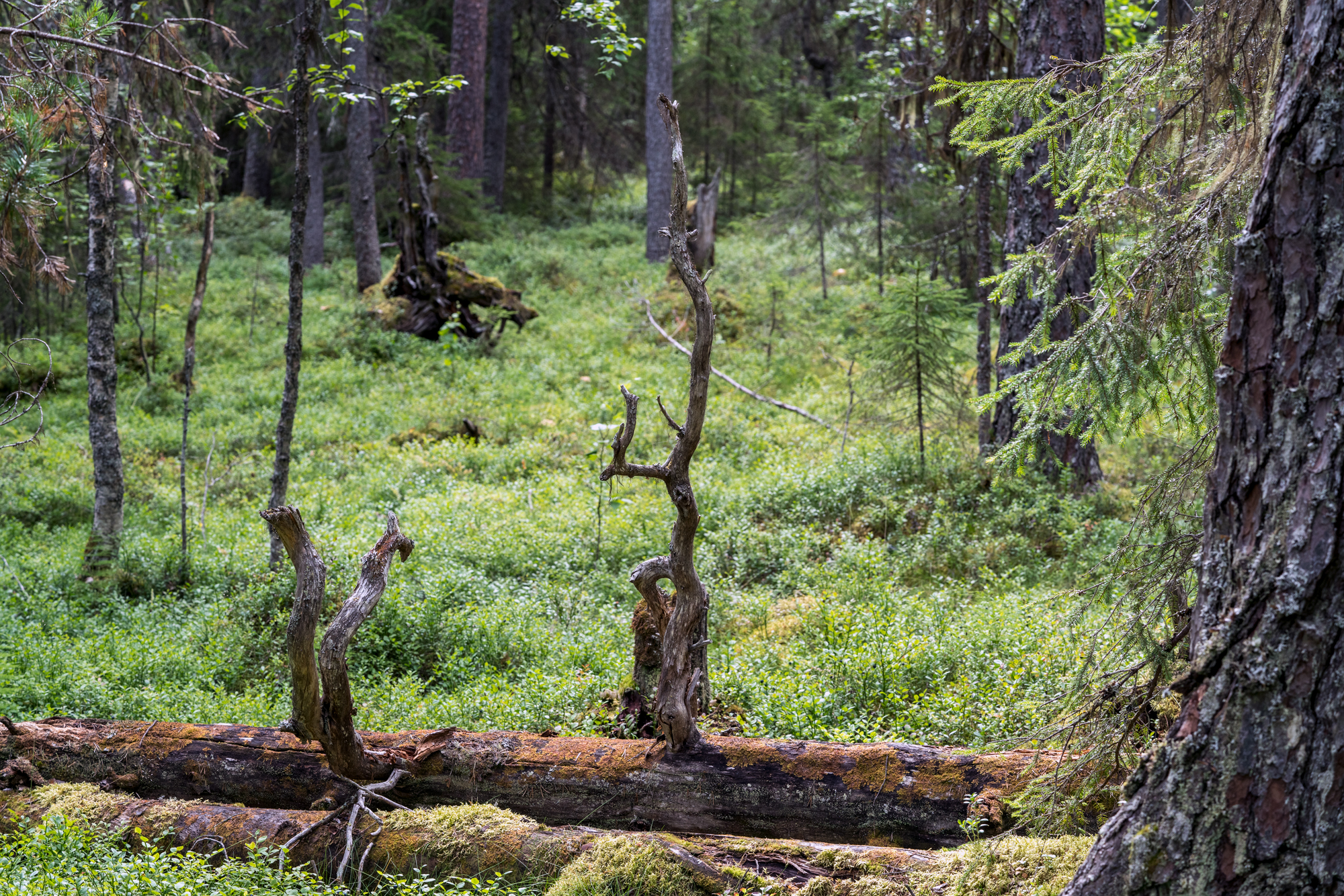
Lågor under nedbrytning.
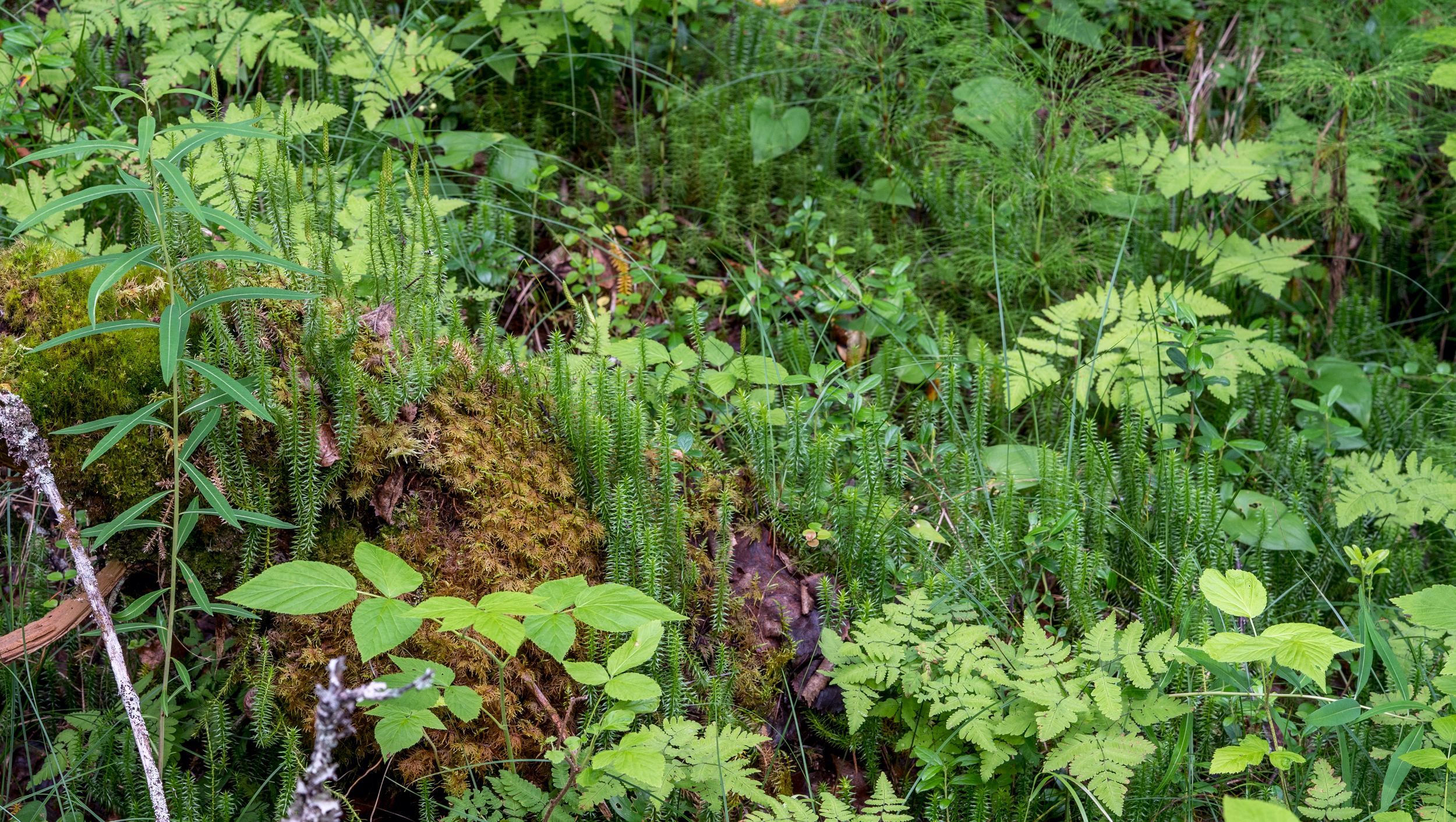
Varierad undervegetation i ravinen.
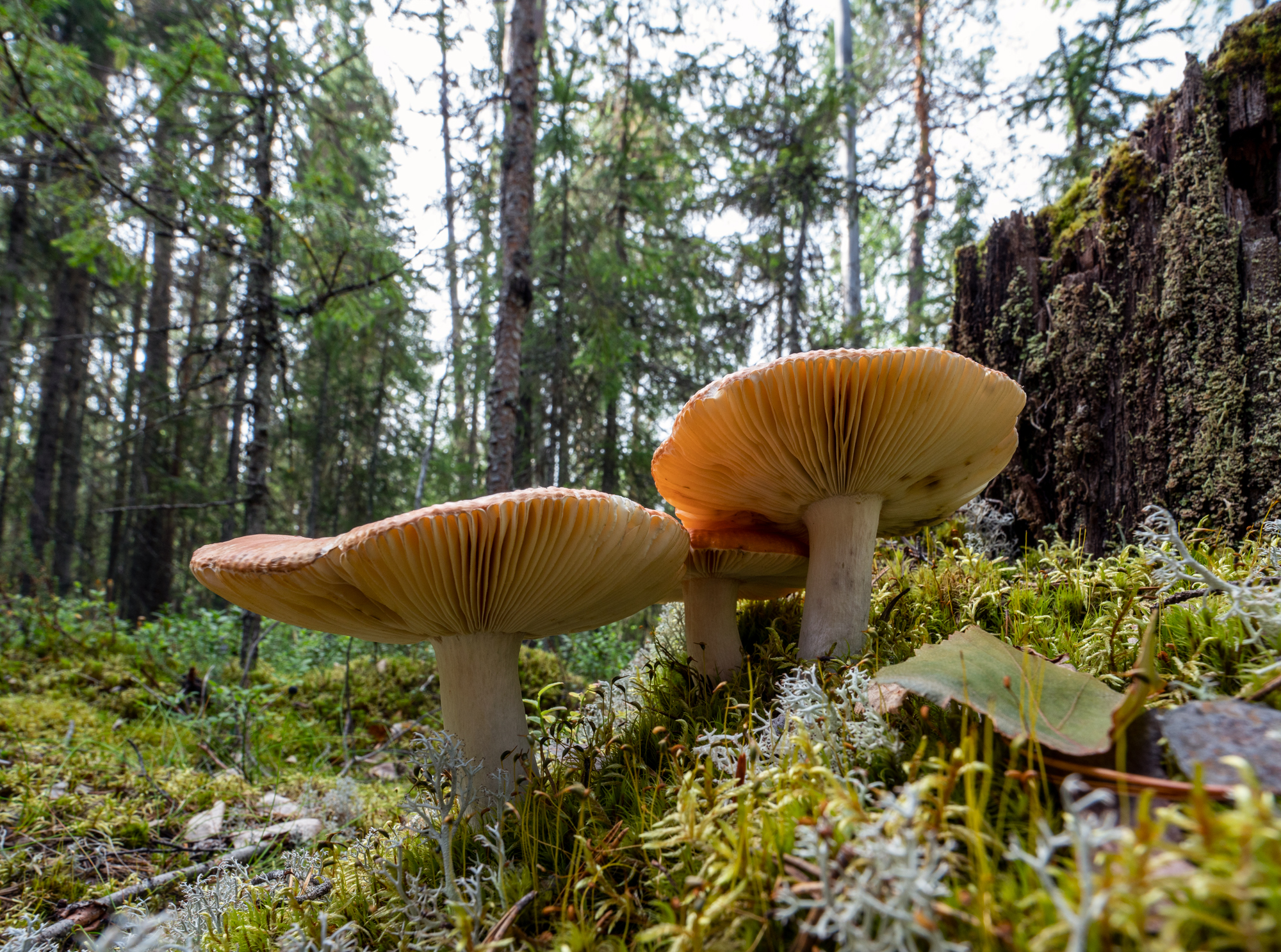
Varierad undervegetation - mossor, lavar och svamp.
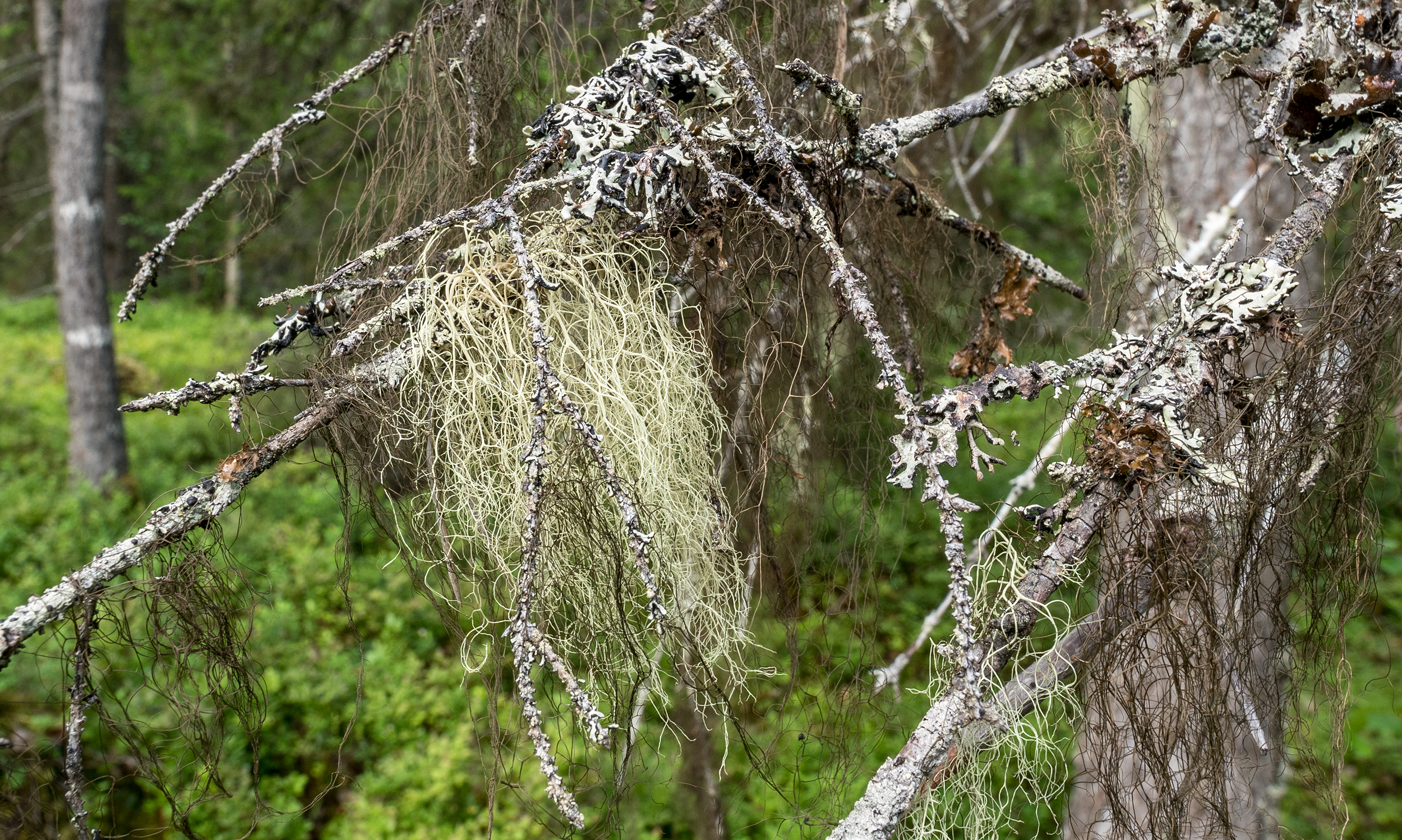
Gott om lav - här garnlav, manlav, blåslav och näverlav.